# Obaga del Grau
L'Obaga del Grau, és una obaga del terme municipal de Conca de Dalt, al Pallars Jussà, a l'antic terme de Toralla i Serradell, en el territori del poble de Serradell.
Està situada al vessant septentrional del Turó dels Graus i de la Roca Espatllada, al sud-est del Tallat dels Bassons, a migdia del Tossal de Perestau i al sud-oest de les Campanetes.